# 혁명재판소 (프랑스 혁명)

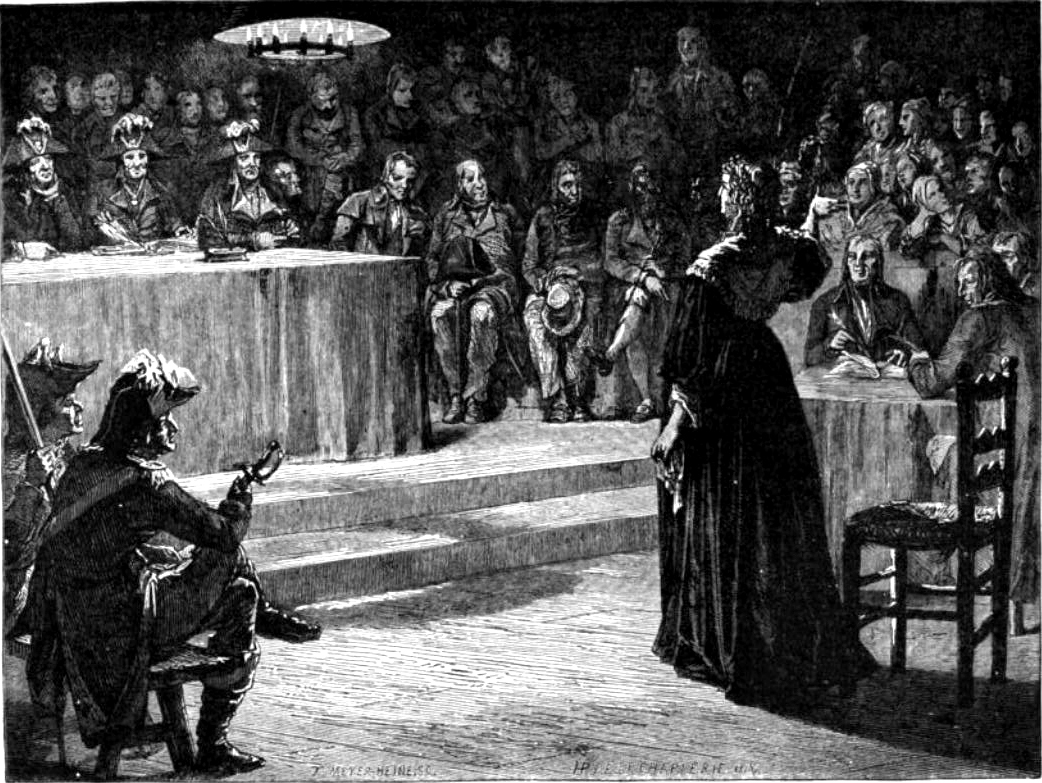
마리 앙투아네트의 재판

혁명재판소(프랑스어: Tribunal révolutionnaire)는 프랑스 혁명기인 1793년 3월 10일에 파리에 설치된 특수범죄 법원이다. 반혁명의 음모를 파헤치기 위해 정비된 정치범만 심판하는 법정이다. 공포 정치를 통해 정적을 제거하기 위해 악용되다가 1795년 5월 31일 폐지되어 소멸했다.

## 개요
8월 10일 사건에서 승리한 자치시의회(파리 코뮌)가 1792년 8월 17일 파리에 마음대로 연 특별 중죄 재판소가 그 원형이 되었다. 그러나 이것은 9월 학살을 묵인했기 때문에 지롱드파에 의해 11월 29일 폐지되었다. 또한 헌법 제정 국민 의회가 제정하고 있던 정치범을 위한 합법적인 법원을 대심원이라고 했는데, 이것도 이전 9월 25일 해산했다. 프랑스 혁명 전쟁 발발로 귀족 장교들의 배신과 음모, 의혹이 잇따르면서 인민의 적을 재판을 위한 법정이 필요했기 때문에, 1793년 3월 10일 파리에 설치된 것이 이 혁명 법원이다.
처음에는 배심원과 검사, 재판장들이 부르주아 출신이었기 때문에 의도적으로 느슨했고, 체포된 이들을 거의 대부분을 석방했지만, 1793년 여름부터 좌익이 대두하면서 에베르 파의 요청으로 공포 정치가 시작된 9월 5일 더 강화되었고, 인원도 쇄신했다. 1794년 6월 10일의 프레리알 22일 법이 만들어지면서 변론이 금지되는 등 절차가 대폭 간소화되었고 이때부터 테르미도르의 쿠데타 다음날까지 혁명재판소가 활발한 활동을 하였다.
이 법원에서는 항소도, 항고도 할 수 없으며, 판결은 한번 뿐인 절대적인 것으로, 사형 판결이 나오면 피고인의 재산은 국가에 몰수되었다. 그러나 사형뿐만 아니라, 유배와 금고 노동, 강제 노동 등 형량이 개별적인 이슈에 따라 다양했다. 유죄인 경우는 사형만을 있었다고 생각하게 된 것은 프레리알 22일 법이 제정된 혁명재판소 말기의 1개월 반 동안이었다.
프레리알 22일 법률이 제정되기 전 파리의 혁명재판소에서 사형 선고를 받아 단두대에 처형 된 인원은 1,251명이었지만, 그 마지막 1개월 반 동안 1,376명이 혁명재판소에 의해 사형 판결을 받아 처형되었다.
파리 이외의 지역에는 별도의 특별 법정이 설치되었고, 혁명재판소는 형사, 민사, 군사 법정이 각기 달랐지만, 반혁명 용의자법의 통과된 이후 형사 법원에서 사형이 된 공포 정치의 피해자가 더 많았다. 또한 파견 의원에 의한 대량 살육은 한층 더 심했다. 공포 정치의 가장 큰 피해자는 현격한 비율로 지방(즉 혁명재판소의 관할)에서 더 많은 인원이 살해되었다. 지롱드파의 처형 이후 혁명재판소의 가장 큰 역할은 정적의 말살이었다.
테르미도르 시절에 이미 파리의 감옥은 발딛을 틈이 없었고, 8,000여명의 용의자를 수감하고 있었지만, 중요 인물이 아닌 일반 용의자의 판결 확정을 받은 비율은 10% 정도에도 미치지 않고, 거의 대부분은 재판도 없이 그저 수감되어 있는 상태였다. 파리에서 심의가 진행되지 않았던 원인은 단계를 간소화 시켰지만, 개별 재판이 진행된 점과 단두대가 신속하게 대량 처형에 적합하지 않은 이유였다.
쿠데타 이후 파리의 수감자 석방되었고, 혁명재판소도 재판관이 교체되어 8월 10일에는 대폭 개편이 되어 변호사도 제 기능을 하지 못했다. 그러나 국민 공회의 말기에도 이것은 역으로 백색 테러의 도구로 이용되게 된다. 결국 테르미도르 파에 의해 1795년 5월 31일 폐지되었다.

## 같이 보기
- 공포정치
- 프레리알 22일 법
- 공안위원회